# JaJaMaru no Daibouken
JaJaMaru no Daibouken (じゃじゃ丸の大冒険?  lit. «La Gran Aventura de JaJaMaru») es un videojuego de plataforma/acción que fue lanzado el 22 de agosto de 1986 exclusivamente en el mercado japónes.
El jugador controla a un ninja rojo, JaJaMaru, mientras avanza a través de una serie de niveles japoneses derrotando a los espíritus malignos que se han extendido por la tierra. El jugador puede incluso montar su fiel rana si puede recuperarla de su escondite.

## Adaptación
- Uno de los videojuegos, JaJaMaru no Daibouken, fue basada en el manga como Famicom Rocky y  Famicom Cap respectivamente.

- En 1986, JaJaMaru no Daibouken fue adaptado a un manga, a cargo de Ōno Katsuhiko, que se publicó en el número 12 de la colección Hisshō Tekunikku Kan Peki-ban (必勝テクニック完ペキ版?) y es publicada por Wan Pakku Comics.